# Перепись населения США (2000)
Перепись населения США 2000 года была двадцать второй по счёту переписью населения, проводимой на территории США. Она стартовала 1 апреля. По результатам переписи население США составило 281 421 906 человек, продемонстрировав рост на 13,2 % по сравнению с 1990 годом. В целом, проведение этой переписи потребовало от федерального правительства приложения беспрецедентных на тот момент для американской истории усилий и финансовых средств. Отрицательную статистику населения показал лишь Округ Колумбия; крупнейшим штатом оказалась Калифорния, а самым маленьким — Вайоминг. Приблизительно 16 % домохозяйств должны были заполнить так называемую «длинную форму», состоявшую из около 100 вопросов.
Согласно Конституции Соединённых Штатов, переписи населения в США проводятся каждые 10 лет, начиная с 1790 года. Предыдущая этой перепись проводилась в 1990 году. Участие в переписи населения является обязательным в строгом соответствии с 13-м разделом Кодекса США.
Данные переписи собраны и представлены для публичного ознакомления в системе IPUMS. Детальная информация о какой-то определённой небольшой части территории доступна в базе NHGIS.

## Распределение мест в Палате представителей

Изменение состава Палаты представителей по итогам переписи населения

В соответствии с результатами переписи состоялось частичное перераспределение мандатов, выделяемых штату в зависимости от численности населения, в нижней палате Конгресса США — Палате представителей. 18 штатов изменило, по решению Бюро переписей населения, своё представительство в высшем законодательном органе Соединённых Штатов: 10 штатов потеряло представителей, тогда как 8 других — увеличило их число. Аризона, Техас, Джорджия и Флорида получили сразу по 2 дополнительных места в Конгрессе, в то время как Нью-Йорк и Пенсильвания утратили по 2 мандата. Как отмечается в отчёте о перераспределении мест в Палате представителей, представительство северных штатов в американском парламенте с каждой переписью сокращается. С изменением количества представителей в нижней палате Конгресса связан инцидент, выявивший противоречие в избирательной системе по вопросу, считать ли религиозных миссионеров (в частности, из мормонов), то и дело покидающих территорию США, постоянными жителями, количество которых влияет на состав Палаты представителей, или нет.